# Louis Gaulard Dumesny
Louis Gaulard Dumesny, el seu cognom és de vegades lletrejat Duménil, Dumény, du Mény o Du Mesny (~1650 - 1702), fou un cantant francès. Fou cuiner de M. de Foucault intendent de Montalban (Occitània). Lully restà enamorat de la seva bella veu, cuidà de la seva educació musical i el feu debutar en l'Òpera el 1677. Artista mitjà, però de superba veu, dotat d'un sentiment dramàtic de primer ordre, assolí ser l'ídol del públic malgrat els seus grans defectes i de la seva vida llicenciosa. No tan sols fou París el teatre dels seus triomfs, sinó també a Londres, on, durant les festes de Pasqua, aconseguia èxits immensos, cobrant enormes sumes de diners. Les principals òperes que interpreta són Isis, Persée, Amadis, Armide, Acis et Galathée, Achile et Polixene, Thétis et Pélée, Midée, Enés et Levimé, Didon, Proserpine (1680), que en la part d'Alfeu, Dumesny en feia una verdadera creació.